# Habanos S.A.

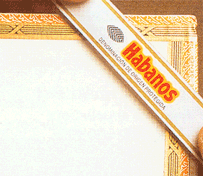
Sello de Denominación de Origen Protegida Habanos S.A.

Habanos S.A. es la subsidiaria de Cubatabaco (empresa estatal del monopolio del tabaco cubano) que controla la promoción, distribución, y exportación de los cigarros y otros productos derivados del tabaco a nivel mundial.
La palabra habanos (generalmente usada en minúscula) significa literalmente algo de la Habana. y es una palabra en la lengua española para los cigarros de La Habana y a veces para los cigarros en general. Habanos S.A. es dueño de la marca registrada de todas las marcas de cigarros y cigarrillos confeccionados en Cuba en los países hacia donde son exportados y tiene también la franquicia de la cadena de tiendas de venta de cigarros conocida como «La Casa del Habano»
Para controlar la distribución y protegerse de imitaciones y falsificaciones, Habanos S.A. exporta solamente a una única compañía en cada país: Hunters & Frankau para Gran Bretaña y Gibraltar, 5th Avenue Cigars para Alemania, Habanos Nordic A.B para Escandinavia y los países Bálticos, Intertabak para Suiza, Pacific Cigar Co. para la mayoría del Pacífico, etc. La única nación a la cual Habanos S.A. no le vende cigarros a los Estados Unidos de América, que ha mantenido un embargo comercial con Cuba desde 1962.

## Historia del habano y D.O.P.
En Cuba, hace más de 500 años, los indios taínos ya enrollaban y prendían hojas de tabaco negro, la planta propia de la zona, a lo que llamaban Cohiba. A raíz de la llegada de los europeos a América en 1492, el tabaco fue  comercializado y plantado por todo el planeta.
Las condiciones climáticas únicas de las regiones de la isla donde se encuentran las plantaciones, así como la variedad de tabaco propia de la zona y la tradición de vegueros y torceros, han hecho que estas marcas sean reconocidas por su calidad y distinción, fama que continúa más de cinco siglos después.
Habanos S.A. es el nombre de la empresa que comercializa estas marcas, pero también nos referimos a Habanos cuando hablamos de la Denominación de Origen Protegida (D.O.P.), reservada para una selección de marcas cuyos tabacos se confeccionan siguiendo normas muy rigurosas y a partir de hojas de tabaco cosechadas en zonas determinadas, también protegidas como denominaciones de origen.
La fama de los habanos en el mundo del tabaco se debe a los distintos factores bajos los que son producidos, de esta forma, si bien todos los habanos son cubanos, no todos los puros y cigarros confeccionados en Cuba son habanos.
Los habanos se elaboran totalmente a mano, aplicando métodos que se utilizaron por primera vez en La Habana hace más de dos siglos, que se transmiten de generación en generación y que se han mantenido casi invariables hasta nuestros días. Se trata de más de 500 procesos manuales, incluyendo los procesos agrícolas y de fábrica, que son realizados entre la siembra de la semilla y la puesta en la caja de cada Habano.
Todos los puros fabricados de esta forma tienen que superar estrictos controles establecidos por el Consejo Regulador de la Denominación de Origen Protegida (D.O.P.) para ser merecedores de ser considerados Habanos.

## Habanos S.A. en la actualidad

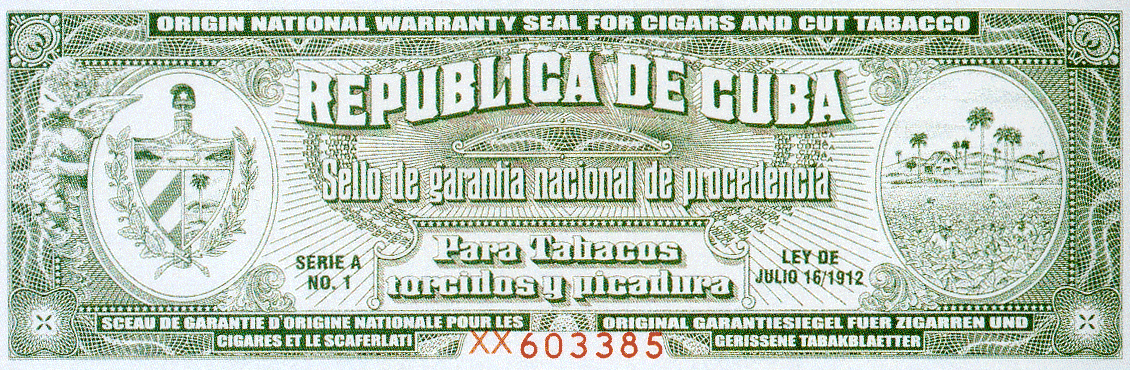
Sello de Garantía Cubana.

Actualmente, Habanos, S.A. es una empresa mixta participada a partes iguales por Cubatabaco (Cuba) e ITI Cigars, S.L. (España). Fundada en el año 2000, esta entidad se dedica a la comercialización global de puros torcidos a mano, tabaco en rama y artículos para fumadores, en representación de las marcas tabacaleras cubanas. Su alcance internacional se manifiesta a través de un sistema de franquicias denominado "La Casa del Habano", el cual comprende más de 155 tiendas especializadas distribuidas en 121 ciudades pertenecientes a 60 países. La distinción de esta red de establecimientos radica en su conocimiento del ámbito del Habano y ha consolidado su posición como referente en la industria tabacalera, destacándose por la venta de las marcas de Habanos, S.A.
En 2000, el gigante del tabaco franco-español Altadis compró el 50% de Habanos S.A. A partir de allí ha habido especulación sobre si su influencia ha conducido a Habanos S.A. a una drástica reestructuración de sus líneas y tamaños de cigarros, a una adopción de prácticas de marketing y a métodos de producción más parecidos a los de las compañías de cigarros que comercializan en los Estados Unidos, y el aumento en el número de «partidas especiales» y de «ediciones limitadas» en sus líneas de cigarros. Se ha sugerido incluso que Altadis, esté intentando acomodar a Habanos S.A para empezar a comercializar con los Estados Unidos, anticipando así el final del embargo.

## Marcas de Habanos S.A.
Habanos actualmente cuenta con 27 marcas de puros elaborados a mano, todas ellas dentro de la denominación de origen protegida Habanos:
Marcas globales:
- Cohiba
- Montecristo
- Romeo y Julieta
- Partagás
- Hoyo de Monterrey
- H. Upmann

Marcas portafolio de alto valor:
- Trinidad
- Bolívar
- Punch
- Quai d'Orsay
- Ramón Allones

Marcas portafolio de volumen:
- José L. Piedra
- Quintero
- Vegueros

Resto de marcas:
- Cuaba
- San Cristóbal de La Habana
- Fonseca
- Vegas Robaina
- Diplomáticos
- El Rey del Mundo
- Juan López
- La Flor de Cano
- La Gloria Cubana
- Por Larrañaga
- Rafael González
- Saint Luis Rey
- Sancho Panza

## Distribuidores y países a los que distribuyen
Para controlar la distribución y protegerse de imitaciones y falsificaciones, Habanos S.A. exporta únicamente a una  compañía en cada país:
| Distribuidor                                                         | País de distribución |
| -------------------------------------------------------------------- | --- |
| Barone Tobacco Trading Limited                                       | Israel |
| The Cigar Company (SA) (PTY) LTD                                     | Sudáfrica |
| Phoenicia Trading T.A.A. (CYPRUS) LTD.                               | Líbano, Siria, República de Ucrania, Qatar, Baréin, Emiratos Árabes Unidos, Arabia Saudita, Irán, Malta, Jordania, Omán, Chipre, Irak, Afganistán, África (excepto Argelia, Marruecos y Sudáfrica), Grecia, Pakistán, Kuwait, Yemen y Turquía. |
| Société Marocaine des Tabacs                                         | Marruecos |
| Caribbean Cigars Corporation N.V.                                    | Panamá, Islas Vírgenes Británicas, San Bartolomé, San Cristóbal y Nieves, Surinam, Guadalupe, Santa Lucía, Trinidad y Tobago, Islas Turcas y Caicos, Jamaica, San Martín, María Galarte, San Vicente y las Granadinas, Bonaire, Haití, San Eustaquio, Antigua y Barbudas, Dominica, Barbados, Curazao, Guyana Francesa, Anguila, Montserrate, Martinica, Granada, Aruba, Bahamas, Bermuda, Gran Caimán El Salvador, Belice, Honduras y Guatemala. |
| Caribe Imports S.A.S.                                                | Colombia |
| Cruz Canela & Trust G B Sociedad Anónima                             | Costa Rica y Nicaragua |
| Dalso S.R.L.                                                         | República Dominicana |
| Emporium Cigars Importação e Comercialização de Tabaco Ltda.         | Brasil |
| Havana House Cigars and Tobacco Merchants Ltd.                       | Canadá |
| Puro Tabaco S.A.                                                     | Argentina, Chile y Uruguay |
| Vegas del Caribe S.A.C.                                              | Perú, Ecuador y Bolivia |
| Importadora y Exportadora de Puros y Tabacos, S.A. DE C.V.(I.E.P.T.) | México |
| Kukenan Tobacco Trading C.A.                                         | Venezuela |
| Habanos, S.A.                                                        | Cuba |
| The Pacific Cigar Co. Ltd.                                           | Hong Kong, Japón, Singapur, Filipinas, Malasia, Australia, Nueva Zelanda, Indonesia, Islas Fiji, Brunéi, Papua Nueva Guinea, Sri Lanka, Bangladesh, Tailandia, Camboya, Corea del Sur, Taiwán, Vietnam, Laos, Myanmar, Mongolia, Macao, Maldivas, Nueva Caledonia, Polinesia Francesa, Vanuatu, Corea del Norte, Bután, Islas Salomón, Kiribati, Nauru, Samoa, Timor Oriental, Tonga, Tuvalu e Islas Marshall y Palau.                            |
| RAAS Intratech PVT. Ltd.                                             | India |
| Infifon Hong Kong Limited                                            | China |
| Laguito 1492                                                         | Bélgica, Países Bajos y Luxemburgo |
| Fifth Avenue Products Trading, GMBH                                  | Alemania, Austria y Polonia |
| Habanos Nordic AB                                                    | Islandia, Finlandia, Dinamarca, Suecia, Noruega, Estonia, Letonia y Lituania. |
| Empor Importacao & Exportacao, S.A.                                  | Portugal |
| Diadema S.P.A.                                                       | Italia, Vaticano y San Marino |
| Kaliman Caribe                                                       | Bulgaria, Albania, Armenia, Macedonia del Norte, Serbia, Montenegro, Bosnia y Herzegovina, Croacia, Eslovenia, Rumanía y Georgia |
| Hunters & Frankau                                                    | Reino Unido, Islas del Canal, Gibraltar y República de Irlanda |
| Maori Tabacs S.A.                                                    | Andorra |
| Tabacalera S.L.U.                                                    | España excepto Islas Canarias |
| Tabak Invest A.S.                                                    | República Checa, Eslovaquia y Hungría |
| Castilia Trading & Investments Limited                               | Palestina |
| Intertabak, A.G.                                                     | Suiza y Liechtenstein |
| Cuba Cigar, S.L.U.                                                   | Islas Canarias |
| Coprova, S.A.S.                                                      | Francia, Argelia y Mónaco |